# Phasia argenticeps
Phasia argenticeps är en tvåvingeart som först beskrevs av Wulp 1892.  Phasia argenticeps ingår i släktet Phasia och familjen parasitflugor. Inga underarter finns listade i Catalogue of Life.